# Otomão
Otomão ibne Afane (em árabe: عثمان بن عفان; romaniz.: Uthman ibn Affan; Meca, c. 576 — Medina, 17 de junho de 656), melhor conhecido como Otomão (Otman ou Utman), foi o terceiro califa ortodoxo (r. 644–656).

## Vida
Otomão era membro do clã dos Omíadas (Umayyad) que se encontrava integrado na tribo dos Coraixitas (Quraysh) de Meca. Rico mercador, tornou-se um dos primeiros a seguir a mensagem religiosa do profeta Maomé.
Antes da capitulação de Meca em 630, emigrou com alguns crentes muçulmanos para o reino cristão de Axum na Abissínia e em 622 acompanhou Maomé e os crentes para Iatrebe (Medina), na migração conhecida como Hégira. Foi casado com duas filhas de Maomé: primeiro com Ruqayya e, após a morte desta, com Cultum. Por esta razão recebe o título de Dhun Nurayn, o "Possuidor de Duas Luzes". Ficou também conhecido por utilizar os seus recursos económicos para apoiar os muçulmanos mais pobres, facto que lhe deveu a alcunha de Gani, "Generoso".
Após o assassínio de Omar, Otomão foi eleito califa por uma comissão de seis membros em 644. Ele continuou a obra de expansão territorial do Islão, concluindo a conquista da Pérsia, expandido o império no Norte de África e tomando a ilha de Chipre (649).
Otomão ordenou a fixação do texto oficial do Alcorão, nomeando para o efeito uma comissão que decidiu o que deveria ser incluído ou excluído do texto final do livro sagrado. A nomeação do seu primo Moáuia como governador da Síria provocou descontentamento, uma vez que o pai de Moáuia, Abu Sufiane, tinha sido um dos mais ferozes opositores de Maomé.
A oposição era grande no final do seu califado, gerada pela nomeação de parentes para cargos administrativos e pelo esbanjamento do tesouro central. Esboçavam-se dois partidos, um que proclamava os direitos de Ali e dos seus filhos à herança política do profeta e outro encabeçado por Zobair e Aixa, uma das viúvas de Maomé.
Otomão foi morto em 656 por uma multidão que cercava a sua casa. De acordo com a tradição, encontrava-se a ler o Alcorão quando foi assassinado. A sua morte abriu um período de guerra civil no Islão, conhecida como Primeira Fitna, provocada pela contestação ao califado do seu sucessor Ali por Moáuia e os seus partidários.